# Su Excelencia
Su Excelencia és una pel·lícula de comèdia mexicana de 1967 dirigida per Miguel M. Delgado i protagonitzada per Cantinflas i Sonia Infante. La pel·lícula conté un memorable discurs de Cantinflas que critica als governants del món i els exhorta a aconseguir la pau i la llibertat. La quarta pel·lícula de Cantinflas distribuïda per Columbia Pictures, va ser un èxit de taquilla i es troba entre les pel·lícules més comercialment reeixides de Cantinflas, amb la seva estrena a Nova York aconseguint una victòria de taquilla sobre l'última pel·lícula de Charles Chaplin, A Countess from Hong Kong, que es va estrenar la mateixa setmana. En aquesta pel·lícula segons Mario Moreno s'usa l'anglicisme per a la següent pel·lícula, Por mis pistolas (1968). Està doblada al català.

## Argument
En un món on els països es divideixen en 3 subgrups (verd, els països capitalistes, vermell, els països comunistes i dolços, la resta de països), Lopez (conegut afectuosament com "Lopitos") és un buròcrata de la dolça llatinoamericana "Republica de Los Cocos" (una república bananera) que està estacionat a l'ambaixada del país del bloc comunista "Pepeslavia." 
Lopitos, que és terriblement ineficient però ràpid, és convidat (a causa de la superstició de l'actual ambaixador sobre els 13 asseguts a menjar) a un banquet al que assisteixen els ambaixadors d'ambdues superpotències. Després que arribi la notícia d’una sèrie de cops d’estat a Los Cocos durant tot l’àpat, Lopitos puja ràpidament al càrrec d’ambaixador.
En una cimera de líders mundials, els representants de les dues superpotències mundials, "Dolaronia" (un joc de paraules del dòlar, la moneda dels Estats Units) i "Pepeslavia" (de Josef Stalin i "eslau"), judicialitzen les fidelitats dels diplomàtics del tercer món per inclinar la balança del poder global al seu favor. L'últim diplomàtic que va mantenir-se sense alinear, Lopitos, en canvi, arenga a les superpotències per infringir els drets d'autodeterminació dels països en desenvolupament, parlant amb ells amb el seu punt de vista com a ciutadà i no com a ambaixador perquè va organitzar la seva dimissió com a ambaixador un dia abans del seu discurs.

## Repartiment
- Cantinflas com López «Lopitos», anterior canceller i ambaixador dels Cocos.
- Sonia Infante com Lolita, secretària de l'Ambaixada dels Cocos.
- Guillermo Zetina com a Llicenciat Don Tirso de la Pompa y Pompa, conseller de l'Ambaixada dels Cocos.
- Tito Junco com a General León Balarraza, agregat militar de l'Ambaixada dels Cocos.
- Miguel Manzano com a Don Serafín Templado, secretari principal de l'Ambaixada dels Cocos.
- José Gálvez com Osky Popovsky, primer ministre de Pepeslavia.
- Víctor Alcocer com a Almirall Neptuno Aguado, agregat naval de l'Ambaixada dels Cocos.
- Maura Monti com Tania Mangovna, Agent KGT 007 de Pepeslavia.
- Jack Kelly com a Ambaixador de Dolaronia.
- Eduardo Alcaraz com a Don Salustio Menchaca, anterior ambaixador dels Cocos.
- Fernando Wagner com a representant de Salchichonia.
- Carlos Riquelme com a President de Pepeslavia.
- Quintín Bulnes com Petrovsky, majordom.
- Eduardo MacGregor com Vasily Vasilov, ministre de relacions exteriors de Pepeslavia.
- Luis Manuel Pelayo com a Director de protocol.
- Fernando Mendoza com a Comissari.
- Antonio Medellín com a Ambaixador de Karamba.
- Alberto Galán com a Secretari general.
- Alberto Catalá com a Porter.
- Ricardo Adalid com a Porter d'assemblea (no acreditat)
- Daniel Arroyo com a Espectador en assemblea (no acreditat)
- Victorio Blanco com a Don Milos Popovich (no acreditat)
- Queta Carrasco com a Convidada a recepció (no acreditada)
- Jorge Casanova com a Secretari (no acreditat)
- Farnesio de Bernal com a representant d'Assemblea (no acreditat)
- Gerardo del Castell com a Ambaixador de Tequesquite (no acreditat)
- Victor Eberg com a Comissari en sopar (no acreditat)
- Pedro Elviro com a Comissari en sopar (no acreditat)
- Enrique García Álvarez com a Convidat a recepció (no acreditat)
- Aarón Hernán com Representanre de Bolognia (no acreditat)
- Velia Lupercio com a Convidada a recepció (no acreditada)
- Rubén Márquez com a Comissari en sopar (no acreditat)
- Manuel Trejo Morales com a Convidat a recepció (no acreditat)
- Fernando Yapur com a Comissari en sopar (no acreditat)
- Manuel Zozaya com a Convidat a recepció (no acreditat)

## Recepció
Els connotacions polítiques de la pel·lícula i el discurs del personatge de Cantinflas al seu final han estat objecte d'anàlisi per part de bibliògrafs de Cantinflas. En Cantinflas and the Chaos of Mexican Modernity, el professor Jeffrey M. Pilcher va argumentar que a pesar que el personatge de Cantinflas «es va negar al final a emetre el seu vot per qualsevol de les parts i va passar quinze minuts complets arengant a les potències rivals en nom de la pau mundial, va perdre l'alt terreny moral de la no alineació a través del seu flagrant anticomunisme», en referència a l'argument de la pel·lícula sobre les maquinacions de Pepeslavia (un anàleg de la Unió Soviètica) per obtenir el vot del seu personatge. Pilcher també va trobar la trama secundària sobre Pepeslavia assignant a una atractiva agent secreta per seduir al personatge de Cantinflas «un gir estrany de la trama», assenyalant que la pel·lícula es va fer menys d'un any després de la mort de l'esposa russa de Cantinflas. En el seu Concise Encyclopedia of Mexico, Michael Werner va enumerar la pel·lícula entre les de la filmografia posterior de Cantinflas (a partir de El analfabeto d'ara endavant) que eren «sermonejadores, tedioses i sense humor». En Looking for Mexico: Modern Visual Culture and National Identity, John Mraz va ser més crític; compartint conclusions similars a les de Werner, però també agregant que el discurs final mostrava per a ell que «la seva arrogància [la de Cantinflas] era il·limitada» i que s'estava «prenent a si mateix molt seriosament».